# Yuval Ne'eman
Yuval Ne'eman (Tel Aviv, 14 maggio 1925 – Tel Aviv, 26 aprile 2006) è stato un fisico e politico israeliano.
Attivo contro gli inglesi in Palestina nel 1946-'47, divenne capitano della forze di difesa israeliane nel 1947, vice direttore dei servizi di spionaggio della difesa nel 1955-57 e attaché della difesa a Londra nel 1958-60.
Nel 1962 ha proposto, indipendentemente da Murray Gell-Mann, la simmetria cosiddetta Eightfold way (via ottupla o via dell'ottetto) degli adroni. È stato professore di fisica a Tel Aviv tra il 1965 ed il 1973, in seguito presso l'Università del Texas ad Austin e, tra il 1979 ed il 1997 direttore del Sackler Institute of Advanced Studies.
Ha fondato il partito politico di destra Tehiya ed è stato membro della Knesset tra il 1982 ed il 1992, con incarichi ministeriali nella sfera delle scienze e dello sviluppo. Nel 1983 ha fondato l'Agenzia Spaziale Israeliana.